# Bufoceratias
Bufoceratias es un género de peces de la familia Diceratiidae, del orden Lophiiformes. Este género marino fue descrito por primera vez en 1931 por Gilbert Percy Whitley. 

## Especies
Especies reconocidas del género:
- Bufoceratias microcephalus H. C. Ho, Kawai & Amaoka, 2016[2]
- Bufoceratias shaoi Pietsch, H. C. Ho & H. M. Chen, 2004
- Bufoceratias thele (Uwate, 1979)
- Bufoceratias wedli (Pietschmann, 1926)

### Lectura recomendada
- Pietsch, Theodore W., Ho Hsuan-Ching, and Chen Hong-Ming. 2004. Revision of the Deep-Sea Anglerfish Genus Bufoceratias Whitley (Lophiiformes: Ceratioidei: Diceratiidae), with Description of a New Species from the Indo-West Pacific Ocean. Copeia, vol. 2004, no. 1. 98-107.